# Batavia (Schiff, 1870)
Die Batavia war ein 1870 in Dienst gestellter Ozeandampfer der britischen Reederei Cunard Line, der im Passagier- und Postverkehr von Liverpool über Queenstown nach New York eingesetzt wurde. Das Schiff wurde 1884 verkauft, 1887 an die Canadian Pacific Railway verchartert, gelangte 1905 in japanische Hände und wurde 1924 abgewrackt.

## Geschichte
Das 2.553 BRT große eiserne Dampfschiff Batavia wurde auf der Schiffswerft William Denny and Brothers in der schottischen Hafenstadt Dumbarton gebaut und war 99,79 Meter lang und 11,98 Meter breit. Die Batavia hatte einen Klipperbug, einen Schornstein, zwei Masten mit voller Takelage, eine einzelne Schiffsschraube und konnte eine Geschwindigkeit von 12 Knoten (22,2 km/h) erreichen. An Bord war Platz für 150 Passagiere der Ersten und 800 der Dritten Klasse.
Die Batavia war einer von fünf neuen, aus Eisen gebauten Schrauben-Expressdampfern, die die Cunard Line in Auftrag gab, nachdem sich die 1867 in Dienst gestellte Russia als ein Erfolg für die Reederei herausgestellt hatte. Die Russia war Cunards erster Passagierdampfer, der nicht mehr von einem Schaufelrad, sondern von einer Schraube angetrieben wurde. Diese Methode wurde dann auch bei Cunards späteren Schiffen angewandt. Die Batavia war das erste Schiff der Cunard Line, das mit Verbunddampfmaschinen ausgestattet wurde. Diese leisteten 1.767 PS.
Die Batavia lief am 18. Januar 1870 bei William Denny and Brothers vom Stapel und legte am 10. Mai 1870 in Liverpool zu ihrer Jungfernfahrt nach New York via Queenstown ab. Im Jahr 1880 unternahm der Dampfer eine Probefahrt nach Bombay. Diese erwies sich als erfolgreich, doch Cunard wiederholte das Unterfangen nicht. Während des Anglo-Ägyptischen Kriegs 1882 diente die Batavia als Truppentransporter.
Am 6. Februar 1884 legte das Schiff zu seiner letzten Fahrt von Liverpool über Queenstown nach Boston ab. Danach wurde es zusammen mit der Parthia an die Werft John Elder & Company verkauft, um den Bau von Cunards neuen Blauband-Rekordbrechern Umbria und Etruria finanzieren zu können. Mit neuen Dreifachexpansions-Dampfmaschinen ausgerüstet, gehörte die Batavia von 1887 bis 1891 zur Flotte der Canadian Pacific Railway.
1892 ging das Schiff an die Northern Pacific Line, für die es unter dem Namen Tacoma im Pazifikservice genutzt wurde. 1898 wurde der Dampfer der North American Mail Line übergeben und gelangte 1901 an die Northern Pacific Line zurück. 1904 wurde die Batavia an North Western Commercial transferiert, wurde jedoch am 15. März 1905 während des Russisch-Japanischen Kriegs von den Japanern beschlagnahmt. Unter dem Namen Shikotan Maru fuhr das Schiff fortan unter japanischer Flagge. Am 23. Oktober 1924 strandete es bei Shaiweishan. Nachdem 1700 Tonnen Kohle über Bord geworfen worden waren, wurde das Schiff am 7. November gehoben und nach Shanghai geschleppt, wo es abgewrackt wurde.